# 高速道路の一覧記事の一覧
高速道路の一覧記事の一覧（こうそくどうろのいちらんきじのいちらん）は、高速道路の一覧記事の一覧。
- アイルランドの高速道路の一覧（フランス語版）
- アメリカの高速道路の一覧　→　州間高速道路一覧
- イタリアの高速道路の一覧　→　アウトストラーダ一覧
- インドの高速道路の一覧（オランダ語版）
- 韓国の高速道路の一覧　→　高速国道#一覧
- キプロスの高速道路の一覧（ドイツ語版）
- クロアチアの高速道路の一覧（ドイツ語版）
- シンガポールの高速道路の一覧　→　シンガポールの高速道路#高速道路一覧
- スリランカの高速道路の一覧（オランダ語版）
- スロバキアの皇族道路の一覧（スロバキア語版）
- 朝鮮民主主義人民共和国の高速道路の一覧（ドイツ語版）
- ドイツの高速道路の一覧　→　ドイツのアウトバーン一覧
- 日本の高速道路一覧
- フランスの高速道路の一覧（フランス語版）